# Rozwinięcie Laplace’a
Rozwinięcie Laplace’a – wzór rekurencyjny określający wyznacznik {\displaystyle n}-tego stopnia macierzy kwadratowej o wymiarach {\displaystyle n\times n.} Nazwa wzoru pochodzi od francuskiego matematyka Laplace’a.
Niech {\displaystyle A\in M_{n\times n}(K).} Wówczas:
- dla każdego ustalonego {\displaystyle j=1\dots n} zachodzi {\displaystyle \det A=\sum _{i=1}^{n}a_{ij}A_{ij},}
- dla każdego ustalonego {\displaystyle i=1\dots n} zachodzi {\displaystyle \det A=\sum _{j=1}^{n}a_{ij}A_{ij},}

gdzie:
{\displaystyle a_{ij}} jest elementem macierzy w {\displaystyle i}-tym wierszu i {\displaystyle j}-tej kolumnie,
{\displaystyle A_{ij}} jest dopełnieniem algebraicznym elementu {\displaystyle a_{ij}.}
Powyższe wzory nazywamy rozwinięciami Laplace’a, pierwszy względem {\displaystyle j}-tej kolumny, a drugi względem {\displaystyle i}-tego wiersza.

## Przykład
Przy obliczaniu wyznacznika korzystamy z twierdzenia Laplace’a tak długo, aż uzyskamy macierze, których wyznaczniki można obliczyć wprost (drugiego, trzeciego stopnia). Dobrze jest przy tym skorzystać z faktu, iż dodanie lub odjęcie od dowolnego wiersza/kolumny innego wiersza/kolumny lub kombinacji liniowej tychże nie zmienia wartości wyznacznika i tym sposobem wyzerować jak najwięcej elementów pewnego wiersza/kolumny.
Obliczmy wyznacznik następującej macierzy czwartego stopnia:
{\displaystyle A={\begin{bmatrix}0&1&2&7\\1&2&3&4\\5&6&7&8\\-1&1&-1&1\end{bmatrix}}.}
Wygenerujmy jak najwięcej zer w ostatnim wierszu (z wyjątkiem np. ostatniego wyrazu): dodajmy czwartą kolumnę do pierwszej oraz trzeciej, zaś odejmijmy ją od drugiej:
{\displaystyle \det A={\begin{vmatrix}0+\color {Brown}7&1-\color {Brown}7&2+\color {Brown}\color {Brown}7&\color {Brown}7\\1+\color {Brown}4&2-\color {Brown}4&3+\color {Brown}4&\color {Brown}4\\5+\color {Brown}8&6-\color {Brown}8&7+\color {Brown}8&\color {Brown}8\\-1+\color {Brown}1&1-\color {Brown}1&-1+\color {Brown}1&\color {Brown}1\end{vmatrix}}={\begin{vmatrix}7&-6&9&7\\5&-2&7&4\\13&-2&15&8\\0&0&0&{\color {blue}1}\end{vmatrix}}.}
Redukujemy w ten sposób wyznacznik macierzy czwartego stopnia do iloczynu skalara, oraz wyznacznika macierzy trzeciego stopnia. Stosując rozwinięcie Laplace’a względem czwartego wiersza (pamiętać należy o znakach wyliczanych minorów) dostaniemy:
{\displaystyle \det A=(-1)^{4+1}\cdot 0\cdot {\begin{vmatrix}-6&9&7\\-2&7&4\\-2&15&8\end{vmatrix}}+(-1)^{4+2}\cdot 0\cdot {\begin{vmatrix}7&9&7\\5&7&4\\13&15&8\end{vmatrix}}+(-1)^{4+3}\cdot 0\cdot {\begin{vmatrix}7&-6&7\\5&-2&4\\13&-2&8\end{vmatrix}}+(-1)^{4+4}\cdot {\color {blue}1}\cdot {\begin{vmatrix}7&-6&9\\5&-2&7\\13&-2&15\end{vmatrix}}={\begin{vmatrix}7&-6&9\\5&-2&7\\13&-2&15\end{vmatrix}}.}
Zredukujmy raz jeszcze współczynniki macierzy kolumnowo – odejmijmy pierwszą od ostatniej, następnie trzecią dodajmy do drugiej:
{\displaystyle \det A={\color {blue}1}\cdot {\begin{vmatrix}7&-6&9\\5&-2&7\\13&-2&15\end{vmatrix}}={\begin{vmatrix}7&-6&2\\5&-2&2\\13&-2&2\end{vmatrix}}={\begin{vmatrix}7&{\color {red}-4}&2\\5&0&2\\13&0&2\end{vmatrix}}.}
Ponownie korzystamy z rozwinięcia Laplace’a, tym razem względem drugiej kolumny:
{\displaystyle \det A=(-1)^{1+2}\cdot ({\color {red}-4})\cdot {\begin{vmatrix}5&2\\13&2\end{vmatrix}}=4\cdot {\begin{vmatrix}5&2\\13&2\end{vmatrix}}.}
Z kolei zredukujemy współczynniki w ostatnim wierszu, odejmując pierwszy wiersz od drugiego:
{\displaystyle \det A=4\cdot {\begin{vmatrix}5&2\\13&2\end{vmatrix}}=4\cdot {\begin{vmatrix}5&2\\{\color {OliveGreen}8}&0\end{vmatrix}}.}
i po raz ostatni korzystamy z twierdzenia, tym razem rozwijając względem drugiego wiersza:
{\displaystyle \det A=4\cdot (-1)^{2+1}\cdot {\color {OliveGreen}8}\cdot {\begin{vmatrix}2\end{vmatrix}}=4\cdot (-1)\cdot 8\cdot 2=-64.}